# 梶野甚之助
梶野 甚之助（かじの じんのすけ、1856年4月29日（安政3年3月25日）- 1942年（昭和17年）8月5日）は、日本の自動車実業家である。名は仁之助とも表記される。

## 経歴・人物
相模の津久井郡に生まれる。幼年期に実父との死別により、醤油製造業の家系の養子となりその丁稚となった。明治維新後は横浜の灯台局に勤務し、1879年（明治12年）に同地蓬莱町（現在は中区に所在）に二輪車製造工場を設置し、木製の前輪駆動自転車やその三輪車の製造を始めた。その後は事業の拡大により、同地高島（現在は西区に所在）に自動車製造工場を移転し、現在の自動車とほぼ同じ鉄製及びタイヤを使用した安全型の自動車の製造を始める。
1895年（明治28年）には前述の自動車が電信用のものに採用され、同年に開催された第4回内国勧業博覧会に梶野が製造した自動車が出品され受賞する。後に宮内省（現在の宮内庁）や参謀本部用にも採用され後に中国やロシア等多くの国々に輸出される等、海外にも一躍名を馳せた。1902年（明治35年）には自動車業界の視察により渡米するが、1916年（大正5年）に自動車工場を閉鎖した。